# 斯洛維尼亞經濟

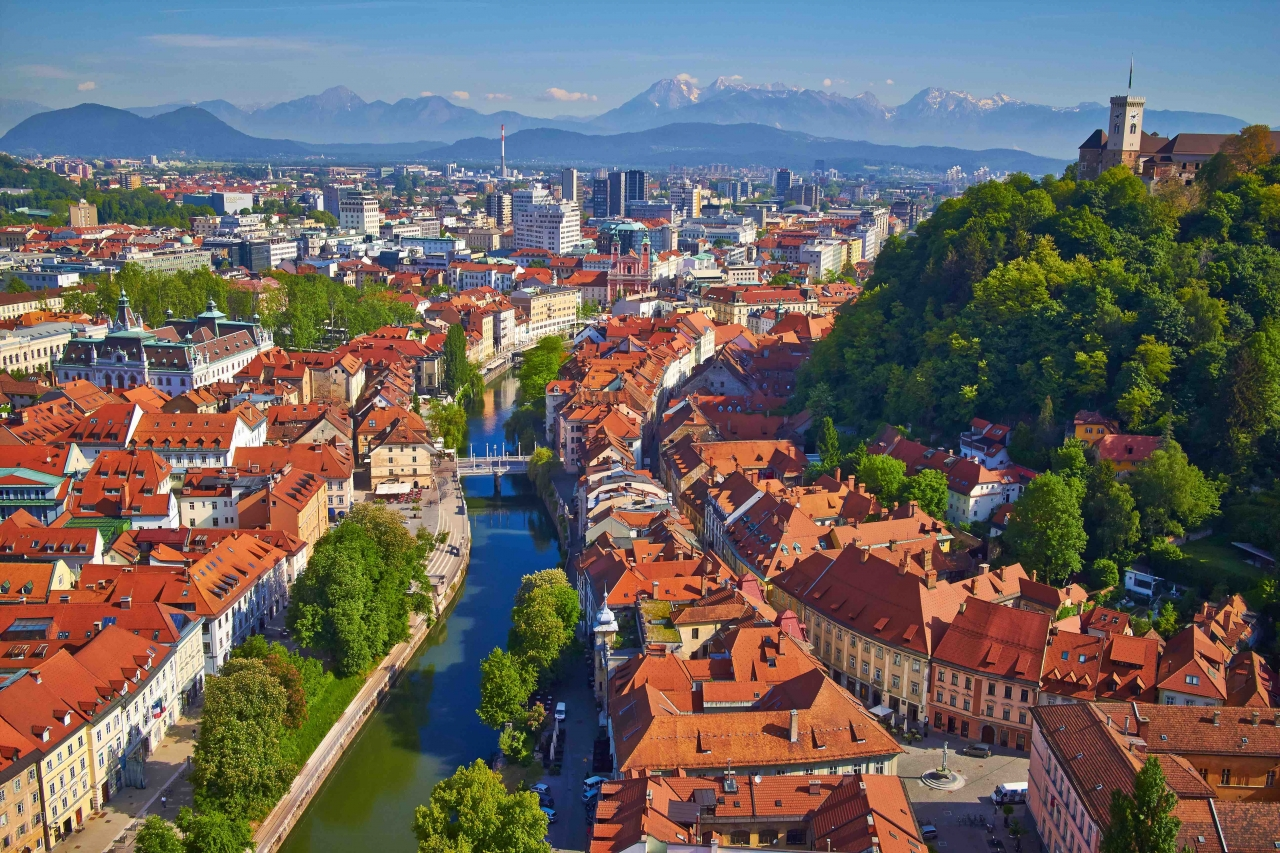
斯洛維尼亞首都盧比安納街景

斯洛維尼亞是一個发达國家，是最早符合加入歐盟資格的前南斯拉夫地區国家，人均GDP為歐盟27國平均水準的88%，在東歐經濟轉型國家當中人均GDP名列第一。2007年1月加入歐元區，斯洛維尼亞使用歐元作為法定貨幣。2010年開始，斯洛維尼亞是經合組織成員國。在南斯拉夫時期，斯洛維尼亞已是南斯拉夫聯邦經濟最發達的成員。

## 經濟組成
斯洛維尼亞在前南斯拉夫聯邦成員國中具有較高的教育水平，經濟以服務業為主，農業人口不足全國人口的7%，而工業則相對發達，工業產值是農業產值的5倍以上，但工業生產所需原料仰賴外國進口。其中加工業是工業中最重要的部門，佔全國就業人數的30%；主要有食品、木材、橡膠與塑膠、非金屬與金屬等加工業，以及紡織業、造紙和印刷出版業、焦炭和石油冶煉業、化工業、電子業、光學工業、金屬製造業與交通工具製造等。